# Svarttjärnen (Älvdalens socken, Dalarna, 683120-139024)
Svarttjärnen är en sjö i Älvdalens kommun i Dalarna och ingår i Dalälvens huvudavrinningsområde. Sjön har en area på 0,199 kvadratkilometer och ligger 622,1 meter över havet.

## Delavrinningsområde
Svarttjärnen ingår i det delavrinningsområde (683312-138998) som SMHI kallar för Mynnar i Rotnen. Medelhöjden är 645 meter över havet och ytan är 65,19 kvadratkilometer. Det finns inga avrinningsområden uppströms utan avrinningsområdet är högsta punkten. Lånan som avvattnar avrinningsområdet har biflödesordning 3, vilket innebär att vattnet flödar genom totalt 3 vattendrag innan det når havet efter 409 kilometer. Avrinningsområdet består mestadels av skog (73 procent) och sankmarker (18 procent). Avrinningsområdet har 0,2 kvadratkilometer vattenytor vilket ger det en sjöprocent på 0,3 procent.